# Симоновская слобода
Си́моновская слобода́ — историческая местность на юге Москвы, существовавшая до 1919 года.

## Историческое местоположение
Симоновская слобода находилась на юге Москвы, на возвышенном левом береге Москва-реки. Граничила на севере с Крутицким подворьем, исторический памятник, на юго-востоке с Кожухово, деревня, в 1923 году включённая в состав города, на юго-западе с Тюфелевой рощей, бывшее урочище на юге Москвы.

## История
Первое упоминание о Симоновской слободе относится к XVI веку. Тогда территорию занимал Симонов монастырь, отчего и названа местность.
С конца XIX века по начало XX века в Симоновской слободе шло застраивание земли обширными промышленными компаниями, среди которых: заводы: «Динамо», Бари; склады. Восточное акционерное общество имело здесь склад, поэтому здесь и находятся улицы: Восточная улица, 1-3-й Восточный проезд.
В 1919 году Симоновская слобода переименована в улицу Ленинской слободы.
Название бывшей местности отражено в улицах: Симоновский вал, Симоновская набережная, Симоновский проезд и Симоновский тупик.